# 10-й федеральный избирательный округ Чьяпаса

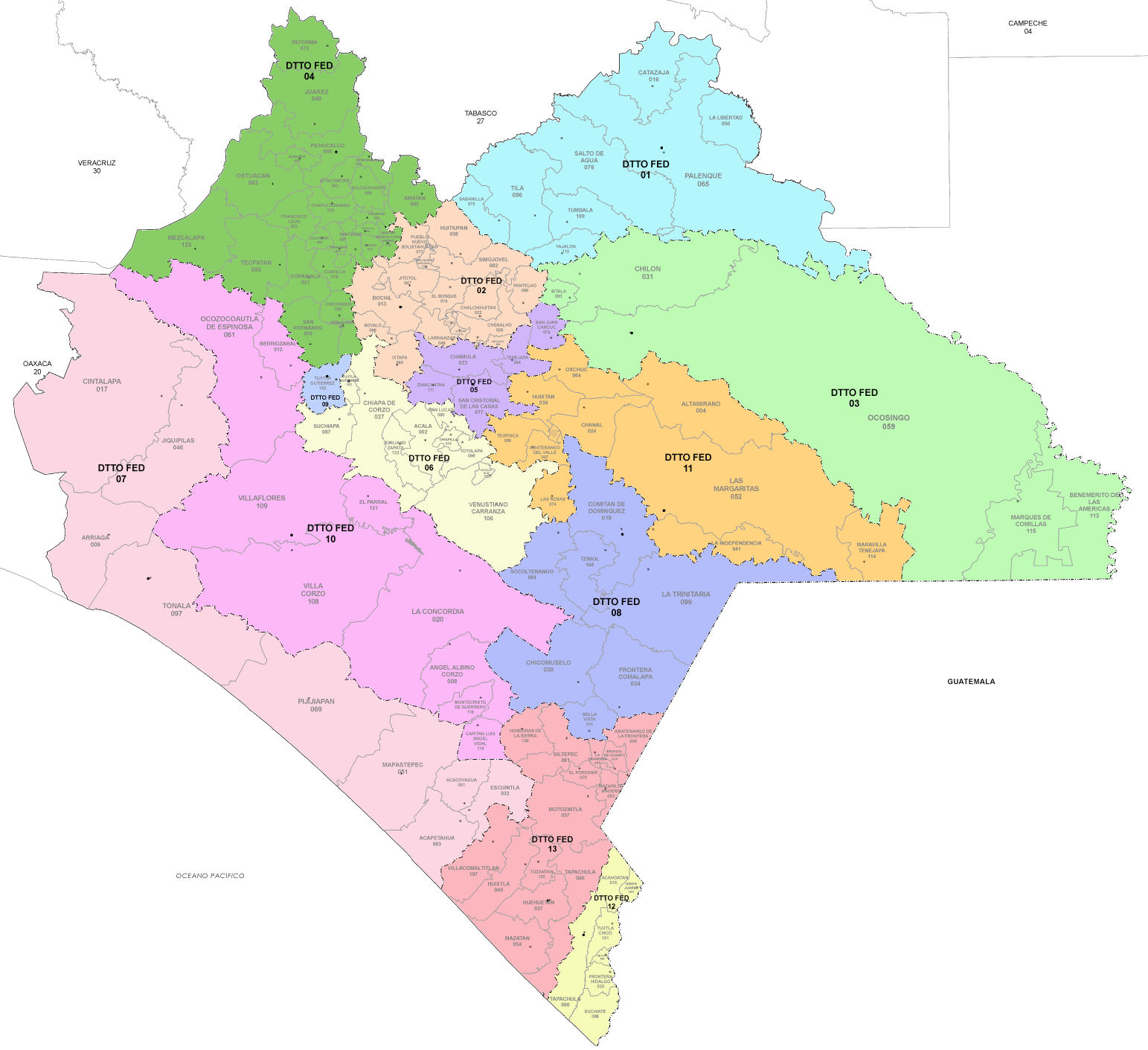
Карта федеральных избирательных округов штата Чьяпас. 10-й отмечен сиреневым цветом

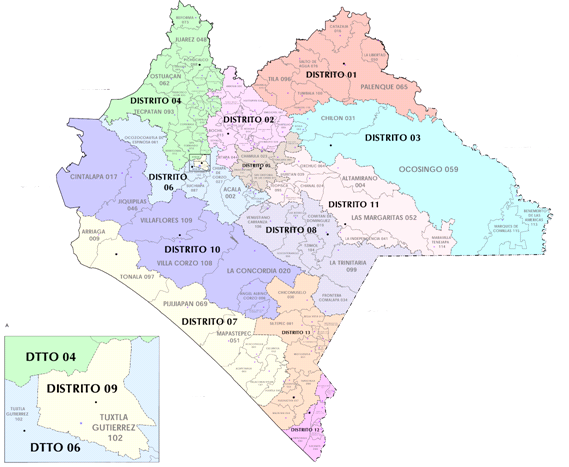
Карта федеральных избирательных округов штата Чьяпас в период с 2017 по 2022 год

10-й федеральный избирательный округ Чьяпаса в 2005—2017 годах

10-й федеральный избирательный округ Чьяпаса (исп. Distrito electoral federal 10 de Chiapas) — один из 300 избирательных округов, на которые делится терриория Мексики для проведения выборов в федеральную Палату депутатов, и один из 13 таких округов в штате Чьяпас.
От округа в нижнюю палату Конгресса избирается один депутат на трёхлетний законодательный период по принципу «первого прошедшего по списку». Голоса, поданные в округе, также учитываются при расчёте пропорционального представительства («многомандатности») депутатов, избранных от Третьего избирательного региона.
10-й округ был создан в 1996 году. В период с 1979 по 1996 год в штате Чьяпас было всего девять федеральных избирательных округов. В процессе 1996 года по изменению границ федеральных избирательных округов их число увеличилось до 12. Первые депутаты от трёх новых округов были избраны на промежуточных выборах 1997 года.

## Территория округа
В соответствии с планом формирования округов на 2023 год, принятым Национальным избирательным институтом, который будет использоваться для выборов 2024, 2027 и 2030 годов, 10-й округ охватывает 162 избирательных участка (исп. secciones electorales) в девяти муниципалитетах штата Чьяпас:
- Анхель-Альбино-Корсо, Берриосабаль, Эль-Парраль, Ла-Конкордия, Монтекристо-де-Герреро, Капитан-Луис-Анхель-Видаль, Окосокоаутла-де-Эспиноса, Вилья-Корсо и Вильяфлорес.

Вильяфлорес — главный центр (исп. cabecera distrital), где собираются и суммируются результаты со всех избирательных участков округа. По данным переписи населения 2020 года, население 10-го федерального избирательного округа Чьяпаса составляет 446 137 человек.

## Депутаты, избранные в Конгресс от округа
| Выборы | Депутат                                                                  | Партия | Срок           | Созыв Конгресса |
| ------ | ------------------------------------------------------------------------ | ------ | -------------- | --------------- |
| 1997   | Мануэль Эрнандес Гомес                                                   |        | 1997—2000      | 57-й Конгресс   |
| 2000   | Карлос Родольфо Сото Монсон                                              |        | 2000—2003      | 58-й Конгресс   |
| 2003   | Белисарио Эррера Солис                                                   |        | 2003—2006      | 59-й Конгресс   |
| 2006   | Мартин Рамос Кастельянос                                                 |        | 2006—2009      | 60-й Конгресс   |
| 2009   | Серхио Эрнесто Гутьеррес Вильянуэва                                      |        | 2009—2012      | 61-й Конгресс   |
| 2012   | Эктор Нарсия Альварес                                                    |        | 2012—2015      | 62-й Конгресс   |
| 2015   | Хулиан Насар Моралес                                                     |        | 2015—2018      | 63-й Конгресс   |
| 2018   | Хуан Энрике Фаррера Эспонда                                              |        | 2018—2021      | 64-й Конгресс   |
| 2021   | Хуан Пабло Монтес де Ока Авенданьо Мария дель Кармен Фернандес Бенавенте |        | 2021—2024 2024 | 65-й Конгресс   |
| 2024   | Делиамария Гонсалес Фландес                                              |        | 2024—2027      | 66-й Конгресс   |

## Президентские выборы
| Выборы | Победивший в округе          | Партия или коалиция        | %       |
| ------ | ---------------------------- | -------------------------- | ------- |
| 2018   | Андрес Мануэль Лопес Обрадор | Вместе мы войдём в историю | 61,8259 |
| 2024   | Клаудия Шейнбаум             | Продолжим творить историю  | 70,9750 |